# Руське Маскино
Руське Ма́скино (рос. Русское Маскино, ерз. Русское Маскино) — село у складі Краснослободського району Мордовії, Росія. Входить до складу Краснопідгорного сільського поселення.
Населення — 330 осіб (2010; 381 у 2002).
Національний склад (станом на 2002 рік):
- росіяни — 92 %